# Раме (местный совет)
Раме (ивр. ראמה‎, араб. الرامة‎) — местный совет в Северном округе Израиля. Получил статус местного совета в 1954 году.
Расположен примерно в 110 км к северо-востоку от Тель-Авива и в 38 км к северо-востоку от города Хайфа, на высоте 420 м над уровнем моря. Площадь совета составляет 6,118 км².

## Население
По данным Центрального статистического бюро Израиля, население на начало 2020 года составляло 7 728 человек.
По данным на 2005 год 51,2 % населения составляли арабы-христиане; 30,4 % населения — друзы и 18,3 % населения — арабы-мусульмане.
Динамика численности населения по годам:
| 1949 | 1961 | 1972 | 1983 | 1993 | 2000 | 2002 | 2008 | 2012 |
| ---- | ---- | ---- | ---- | ---- | ---- | ---- | ---- | ---- |
| 2392 | 3000 | 3900 | 5000 | 6500 | 7200 | 7300 | 7635 | 7300 |